# Rozsypne
Rozsypne (in ucraino Розсипне?, in russo Рассыпное?, Rassypnое) è un insediamento di tipo urbano (селище міського типу) dell'Ucraina situato nell'oblast' di Donec'k, dal 2014 sotto il controllo della Repubblica Popolare di Doneck.